# 埃鲁维尔
埃鲁维尔（法語：Errouville，法語發音：[eʁuvil]；洛林语：Arovelle）是法国默尔特-摩泽尔省的一个市镇，属于布里埃区。

## 地理
埃鲁维尔（49°24'58"N, 5°54'10"E）面积5.13 平方千米，位于法国大東部大區默尔特-摩泽尔省，该省份为法国东北部内陆省份，是洛林的一部分，北邻比利时、卢森堡，北起顺时针与摩泽尔省、下莱茵省、孚日省和默兹省接壤。
与埃鲁维尔接壤的市镇（或旧市镇、城区）包括：欧梅斯、布雷安拉维尔、克吕讷、菲利埃、塞鲁维尔。

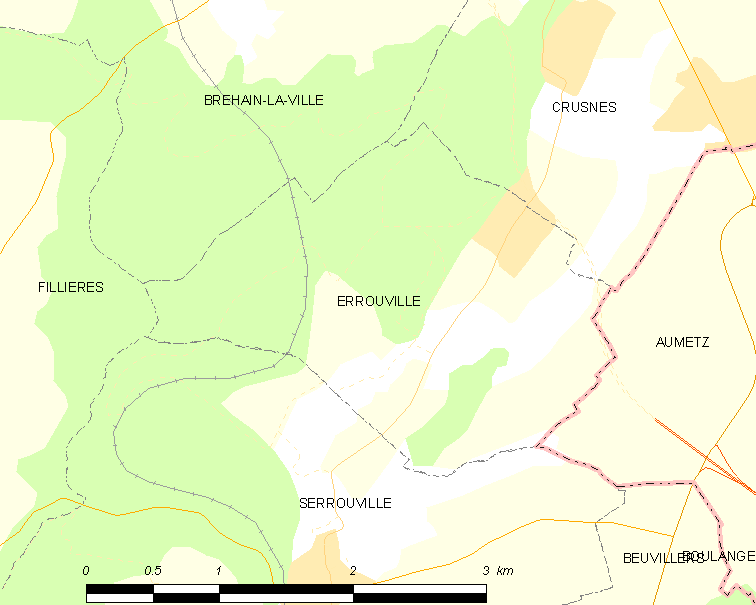
埃鲁维尔的OSM定位图

埃鲁维尔的时区为UTC+01:00、UTC+02:00（夏令时）。

## 行政
埃鲁维尔的邮政编码为54680，INSEE市镇编码为54181。

## 政治
埃鲁维尔所属的省级选区为维勒吕县。

## 人口

1962-2008年间埃鲁维尔人口变化图示

埃鲁维尔于2022年1月1日时的人口数量为682人。